# Big in Japan (band)
Big in Japan was een Britse punkband die eind jaren 1970 opkwam uit Liverpool. Ze staan beter bekend om de latere successen van hun bandleden dan om hun eigen muziek.

## Bezetting
- Bill Drummond (gitaar, zang, 1977–1978)
- Kev Ward (basgitaar, zang, 1977)
- Phil Allen (drums, 1977)
- Jayne Casey (zang, 1977–1978, 1979)
- Ian Broudie (gitaar, 1977–1978, 1979)
- Clive Langer (gitaar, 1977)

- Ambrose Reynolds (basgitaar, 1977)
- Holly Johnson (basgitaar, zang, 1977–1978, 1979)
- Budgie (drums, 1978, 1979)
- Steve Lindsey (basgitaar, 1978)
- David Balfe (basgitaar, 1978)

## Geschiedenis
Afkomstig uit hetzelfde Merseyside-circuit die Echo & the Bunnymen, The Teardrop Explodes, OMD en Dalek I Love You zou produceren, begon Big In Japan met optredens in Liverpool, zoals de Ruffwood School in Kirkby samen met Wah! Heat, maar vooral bij Eric's Club. Hun podiumshow was uniek: zangeres Jayne Casey zou optreden met een lampenkap over haar geschoren hoofd, gitarist Bill Drummond speelde in een kilt en bassist Holly Johnson speelde op een flamboyante manier, die hij later zou meenemen in Frankie Goes to Hollywood. Het is mogelijk dat de naam Big in Japan een verwijzing was naar collega-Merseyside-bandleden van Buster die hitparadeurs waren in Japan, terwijl ze thuis in het Verenigd Koninkrijk bescheidener succes hadden.
Als een eerste idee van Clive Langer van Deaf School formeerden zijn vriend Bill Drummond (gitaar, zang), Kevin Ward (bas, zang) en Phil Allen (drums) de band in mei 1977 en speelden slechts drie optredens, waarvan de eerste aan het Bretton Hall College in Yorkshire. In augustus groeide de bezetting en voegden zich Jayne Casey (zang), Ian Broudie (gitaar) en Clive Langer (gitaar) bij de band, die in september stopten, maar niet voordat de band hun eerste nummer Big In Japan uitbracht, die verscheen in de 7" single compilatie Brutality Religion and a dance beat, uitgebracht in hetzelfde jaar. In oktober trad Ambrose Reynolds toe om Ward te vervangen, die toen vertrok in december, maar Reynolds zelf stopte kort daarna en werd vervangen door Holly Johnson. In januari 1978 verving Budgie (voorheen in The Spitfire Boys en later lid van The Slits en Siouxsie & the Banshees) Allen op drums en begin juni werd Johnson ontslagen en vervangen door Steve Lindsey van Deaf School, die in juli werd vervangen door Dave Balfe (voorheen in Dalek I Love You).
De haat tegen de band bereikte een zodanig niveau dat een petitie werd gelanceerd waarin ze werden opgeroepen om uit elkaar te gaan door een jaloerse jonge Julian Cope. De petitie, die in de plaatselijke winkel Probe Records werd getoond, kreeg talloze handtekeningen, waaronder die van de band zelf. Volgens Cope's autobiografie: natuurlijk, Bill Drummond hield van alles en vertelde ons dat we 14.000 handtekeningen nodig hadden, dan zouden ze uit elkaar gaan. We kregen er ongeveer negen. Tijdens de jaren 1980 werd Drummond manager van Cope's band The Teardrop Explodes. De band ging uit elkaar na een laatste optreden in Eric's op 26 augustus 1978. Tijdens hun tijd namen Big in Japan vier nummers op, die werden opgenomen in From Y to Z en Never Again EP, die later werden uitgebracht om schulden af te betalen. Het onbedoelde gevolg van de ep was de oprichting van het Zoo-label, dat vroeg materiaal van onder meer Echo & the Bunnymen en The Teardrop Explodes uitbracht. Ze namen ook een Peel Session op 12 februari 1979 op, met een bezetting van Casey, Broudie, Johnson en Budgie. De sessie werd uitgezonden op 6 maart 1979. Balfe en Drummond formeerden toen de kortstondige band Lori and the Chameleons.
Big in Japan heeft een nalatenschap van zeven nummers nagelaten: één op een single, vier op hun ep From Y to Z en Never Again en twee op een compilatie. Vanaf 2005 zijn vijf van deze opgenomen nummers commercieel verkrijgbaar op het verzamelalbum The Zoo: Uncaged 1978-1982. Ironisch genoeg trad de band nooit op of bracht geen enkele schijf uit in Japan.Volgens de Liverpool Echo waren Big in Japan een superband met een verschil - de leden werden pas super nadat ze vertrokken. Voormalige leden van Big in Japan zouden later bekendheid verwerven in The KLF, Frankie Goes To Hollywood, The Lightning Seeds en Siouxsie & The Banshees.

## Discografie

### Singles en ep's
- 1977: Brutality, Religion and a Dance Beat (Eric's) - split met Chuddie Nuddies
- 1978: From Y to Z and Never Again (Zoo)

### Compilaties
- 1978: Street To Street: A Liverpool Album
- 1982: To the Shores of Lake Placid
- 1990: The Zoo: Uncaged 1978-1982

## Ander werk
Drie niet-uitgebrachte nummers Suicide High Life, Goodbye en Don't Bomb China werden opgenomen voor de enige John Peel-sessie van de band van 6 maart 1979. Er is een bootleg-cd in omloop die al het hierboven genoemde materiaal bevat, evenals demoversies van Society for Cutting Up Men, Boys Cry, Big in Japan, Space Walk en Match of the Day en Taxi. Het bevat ook de audio van het optreden van de band van Suicide A Go Go op hun optreden in Granada TV van 23 maart 1978 (op Tony Wilsons So It Goes). Zwart-wit amateur homemoviebeelden van de band die live optreedt bij Eric's bestaan nog steeds, fragmenten van de band die zowel Big In Japan als Cindy And The Barbi Dolls speelde, werden gebruikt in Rock Family Trees: The New Merseybeat van BBC Television, oorspronkelijk uitgezonden in augustus 1995 en herhaald in 1997.